# Interpolimer
Interpolimer, IPN (ang. interpenetrating polymer network, tłum. przenikająca się sieć polimerowa) – usieciowany polimer, złożony z dwóch odrębnych sieci przestrzennych, między którymi nie występują wiązania kowalencyjne
IPN’y można podzielić na dwie grupy:
- semi-IPN – układ dwuskładnikowy, w których tylko jeden z polimerów jest usieciowany
- full-IPN – układ w którym oba polimery są usieciowane.

Przenikające się sieci polimerowe, otrzymuje się polimeryzując monomery wielofunkcyjne w celu uzyskania struktury usieciowanej. Pierwotnie usieciowany polimer stanowi sieć pierwotną (matrycę), którą poddaje się pęcznieniu w innym wielofunkcyjnym monomerze i ponownie przeprowadza się polimeryzację, otrzymując w ten sposób sieć wtórną.